# Cecil Collins
Cecil James Henry Collins (Plymouth, 23 marzo 1908 – Londra, 4 giugno 1989) è stato un pittore inglese.

## Biografia
Nacque a Bayswater Terrace, Plymouth. Lavorò in un primo momento come meccanico in una ditta di Devonport. Dal 1924 al 1927 frequentò la Plymouth School of Art. Nel 1927 vinse una borsa di studio per il Royal College of Art, dove studiò per quattro anni; in seguito vinse il William Rothenstein Life Drawing Prize.
Nel 1931 sposò Elisabeth Ramsden, allieva di Henry Moore. Il matrimonio costituì per Collins un punto di svolta, indirizzando la sua sensibilità artistica verso valori più propriamente spirituali.
La sua prima esposizione avvenne alla Bloomsbury Gallery di Londra nel 1935; la sua pittura apparve enigmatica, di difficile classificazione. L'anno seguente due dipinti di Collins furono esposti alla International Surrealist Exhibition di Londra, anche se in seguito Collins rifiutò la definizione di pittore surrealista; ne condivideva il rifiuto del mondo razionale, ma allo stesso tempo non ne condivideva l'inclinazione verso il subconscio e l'irrazionale.
La sua pittura va piuttosto intesa in senso metafisico.
Dal 1951 al 1975 insegnò alla Central School of Art. Nel 1973 completò l'Icona della Luce Divina, per l'altare della cattedrale di Chichester.
Nel 1988 fu eletto membro della Royal Academy e il 1989 si concluse con una retrospettiva alla Tate Gallery che ne sancì definitivamente la grande statura d'artista, al pari di quella di insegnante.

### Mostre
- 1935 - Bloomsbury Gallery, Londra
- 1936 - International Surrealist Exhibition - New Burlington Galleries, Londra
- 1942 - Toledo Museum of Fine Art, USA
- 1948 - New Paintings by Cecil Collins - Lefevre Gallery, Londra
- 1950 - New Paintings - Heffer Gallery, Cambridge
- 1951 - Leicester Galleries
- 1953 - Society of Mural Painters
- 1953 - Ashmolean Museum, Oxford
- 1954 - Arts Council, Londra
- 1956 - Leicester Galleries
- 1959 - Whitechapel Gallery, Londra
- 1961 - Gallery Zygos, Atene
- 1964 - Carnegie International Exhibition, Pittsburgh, USA
- 1965 - Arthur Tooth & Sons
- 1967 - Crane Kalman Gallery
- 1971 - Britain's Contribution to Surrealism - Hamet Gallery, Londra
- 1972 - Retrospective Exhibition. Drawings, Paintings, Watercolours, Gouaches and Paintings 1936-1968
- 1981 - New Works - Anthony d'Offay, Londra
- 1981 - The Prints of Cecil Collins - Tate Gallery, Londra
- 1983 - Plymouth Arts Centre
- 1984 - Festival Gallery, Aldeburgh
- 1988 - Recent Paintings - Anthony d'Offay, Londra
- 1989 - Tate Gallery, Londra
- Una grandiosa retrospettiva di 227 opere, tenuta nel 1959 alla Whitechapel Art Gallery di Londra, operò la sua definitiva consacrazione.